# Сумка, полная сердец
«Сумка, полная сердец» — советский фильм 1964 года режиссёра Анатолия Буковского, экранизация одноимённой повести в новеллах В. И. Фёдорова.
В фильме исполнялась песня «Калина во ржи» в исполнении Людмилы Зыкиной.

## Сюжет
Много лет разносит колхозный почтальон Арина почту односельчанам. Это село в одном конце зовут «Чистый Колодец», в другом «Чистая Криница». Живут в нём русские и украинцы. Рассказы Арины о людях этого села и своих сверстницах слагаются в повесть, которая во многом напоминает их любимые песни.

## В ролях
- Лилия Дроздова — Арина Трофимовна, сельский почтальон
- Ольга Кусенко — Ганна
- Софья Гиацинтова — Анна Генриховна Эменталь, учительница, мать Луизы Калашниковой
- Елена Понсова — Авдотья
- Валентина Владимирова — Мотря
- Мария Кочур — Катеринка
- Валентин Черняк — Остап Лукаш, председатель колхоза
- Юрий Каюров — Лёшка Лиходеев, муж Марины
- Анатолий Вербицкий
- Раиса Пироженко
- Наталия Наум — Марина
- Михаил Пуговкин
- Игорь Пушкарёв
- Анатолий Соловьёв
- Людмила Алфимова
- Нина Антонова
- Сергей Калинин — новый муж Авдотьи, эпизод
- Александр Толстых — немецкий офицер в очках, за новогодним столом

## Съёмки
Фильм снимался в сёлах Шебекинского района Белгородской области:  Маломихайловке, Огнищеве и Нижнем Берёзове; в съёмках массовых сцен участвовали местные жители, студенты пединститута, рабочие цементного завода, учащиеся школ.

## Литературная основа
Повесть «Сумка, полная сердец» впервые была опубликована в журнале «Октябрь» в 1961 году.

## Критика
«Сумка, полная сердец» привлекательна прежде всего лирическим, задушевным разговором о сегодняшних заботах села. Очень подкупает зрителя игра актеров С. Гиацинтовой, М. Пуговкина, С. Калинина и других. Тетка Арина (Лилия Дроздова) выполняет в фильме нелегкую задачу — объединяет все эти, весьма неодинаковые сердца.

Режиссёр А. Буковский сохранил фёдоровское умение резко очерчивать грани характеров. Он не побоялся сделать картину фрагментарной, она смотрится как новеллистический многосюжетный фильм. Композиционными приемами эти новеллы объединяются в монолитное повествование о судьбах сельских жителей, об их сердцах и думах.— Культура и жизнь, 1966